# Шпіналюв
Шпіналюв (пол. Szpinalów) — село в Польщі, у гміні Каменськ Радомщанського повіту Лодзинського воєводства.
Населення — 150 осіб (2011).
У 1975-1998 роках село належало до Пйотрковського воєводства.

## Демографія
Демографічна структура станом на 31 березня 2011 року:
|          | Загалом | Допрацездатний вік | Працездатний вік | Постпрацездатний вік |
| -------- | ------- | ------------------ | ---------------- | -------------------- |
| Чоловіки | 80      | 15                 | 55               | 10                   |
| Жінки    | 70      | 19                 | 33               | 18                   |
| Разом    | 150     | 34                 | 88               | 28                   |